# Allgemeinpolitisches Mandat
Als Allgemeinpolitisches Mandat wird die Inanspruchnahme eines Mandats verstanden, sich im Rahmen einer gesellschaftlichen Mitverantwortung im Namen einer Personengruppe zu allgemeinpolitischen Themen zu äußern. Im weiteren Sinne wird darunter auch die Herausgabe von Publikationen und finanzielle Unterstützung allgemeinpolitischer Initiativen aus dem Haushalt einer Organisation verstanden. Dagegen kann die Zweckbestimmung der Einrichtung und gegebenenfalls die politische Neutralität im Falle einer Pflichtmitgliedschaft stehen.

## Deutschland
In Deutschland bestehen Pflichtmitgliedschaften in verschiedenen Körperschaften des öffentlichen Rechts wie beispielsweise Industrie- und Handelskammern und Studierendenschaften an deutschen Hochschulen. Diese sind gesetzlich darauf beschränkt, Aussagen zu treffen oder Maßnahmen zu ergreifen, die im gesetzlichen Aufgabenfeld der Körperschaft begründet sind. So müssen beispielsweise Äußerungen einer Industrie- und Handelskammer einen wirtschaftlichen Bezug haben und von der gebotenen Sachlichkeit sein.

### Verfasste Studierendenschaften
Besonders streitrelevant ist die Inanspruchnahme eines über das hochschulpolitische Mandat hinausgehenden allgemeinpolitischen Mandats durch Studierendenschaften an deutschen Hochschulen, da hier die politische Forderung nach der Einführung eines allgemeinpolitischen Mandates diskutiert wird.

#### Rechtslage
Die Rechtslage ist identisch wie für andere öffentlichrechtliche Körperschaften mit Pflichtmitgliedschaft. Diese Form der studentischen Interessenvertretung ist in den meisten Bundesländern, die diese Form der Interessenvertretung kennen, gesetzlich mit einer Pflichtmitgliedschaft ausgestaltet, die mit der Immatrikulation eingegangen wird. Eine Ausnahme bilden Sachsen-Anhalt und seit 2012 Sachsen. Dort können Studierende unter bestimmten Voraussetzungen nach einem Semester Pflichtmitgliedschaft den Austritt aus der verfassten Studierendenschaft erklären (z. B. § 24 Abs. 1 Satz 3 bis 5 SächsHSFG).
Während unterschiedliche Auffassungen zu hochschulbezogenen Themen zu tolerieren sind, ist es jedoch fragwürdig, wie weit die Nutzung des für Zwecke der Selbstverwaltung erzwungenen Mandats für die über die Hochschule hinausgehenden politischen Aktivitäten von den Vertretenen hinzunehmen ist.
Erste Anmerkungen zu diesem Thema stammen von Carl Heinrich Becker, der bei der Einführung der verfassten Studentenschaften in Preußen 1920 auf das Spannungsfeld zwischen erwünschter politischer Meinungsbildung einerseits und öffentlich-rechtlicher Verfasstheit der Studentenschaft andererseits hinwies:  „Die Organe der Studentenschaft sind für studentische Zwecke gebildet, sie vertreten die Studenten nicht als Staatsbürger, sondern als akademische Bürger und können deshalb wohl in studentischen, nicht aber in politischen Angelegenheiten Majoritätsbeschlüsse fassen.“ Zwar wolle „kein Mensch dem Studenten seine politische Meinungsäußerung verbieten, nur besitzt der künftige Vorstand der Studentenschaft kein Mandat seiner Wähler im politischen Tageskampf. Dafür sind die politischen Vereine in und außerhalb der Hochschule da.“ Becker räumte zugleich ein, dass es keine „Formel gibt, die die Grenzen der politischen Kompetenz der Organe der Studentenschaft restlos befriedigend umreißt (...). Ohne Vertrauen auf den Takt und das akademische Bewusstsein der Studentenschaft ist die ganze geplante Verfassung hinfällig.“
Dennoch blieb das allgemeinpolitische Mandat bis in die 1950er und 1960er Jahre umstritten, allerdings hielten sich die Konflikte zumeist im Rahmen der Universität. Erst ab 1967 kam es zu ersten Gerichtsprozessen zwischen einzelnen Studenten und verfassten Studentenschaften.
Eine weitere Reihe von Klagen aus der jüngeren Vergangenheit ab den 1990er Jahren erfolgten unter Beteiligung des Rechtsanwaltes Heinz-Jürgen Milse und René Schneider, der als Student der Westfälischen Wilhelms-Universität auch selbst mit einer Vielzahl von Klagen gegen den dortigen AStA in Erscheinung trat. Dies ist aber keineswegs abschließend.
Bis heute klagten zahlreiche weitere Studenten vor den Verwaltungsgerichten (Berlin, Gießen, Hamburg, Marburg, Trier). Überwiegend sind Gerichte der Auffassung, dass verfassten Studierendenschaften und ihren Organen kein allgemeinpolitisches Mandat zusteht. Doch gibt es auch Entscheidungen, die den verfassten Studierendenschaften unter bestimmten Voraussetzungen einen Brückenschlag von hochschulpolitischen zu allgemeinpolitischen Themen offenlassen.

#### Urteile (Auswahl)
- Studentenschaft Universität Münster (2. Oktober 1996, OVG Münster)
- Studentenschaft Universität Bonn (1996, VG Köln, 6 L 28/96)
- Studentenschaft Universität Wuppertal (1996, VG Düsseldorf, 15 L 781/96)
- Studentenschaft Freie Universität Berlin (Oberverwaltungsgericht Berlin, 15. Januar 2004, 8 S 133.03)
- Studentenschaft Universität Trier (Oberverwaltungsgericht Koblenz, Beschluss vom 28. Januar 2005 - 2 B 12002/04)
- Studentenschaft Humboldt-Universität Berlin (Oberverwaltungsgericht Berlin, Beschluss vom 4. Mai 2005 - 8 N 196.02)

#### Politische Diskussion
Während das Verbot eines allgemeinpolitischen Mandates in anderen Körperschaften öffentlichen Rechts akzeptiert ist (auch wenn es auch dort zu Auslegungsfragen kommt), wird seit den 1960er Jahren unter den politischen Studentengruppen und in der Politik die Forderung nach einem allgemeinpolitischen Mandat geführt.
Die Gegner eines allgemeinpolitischen Mandates argumentieren mit der Pflichtmitgliedschaft, die eine Pflicht zur Zahlung der Semesterbeiträge beinhaltet. Hinzu kommt die schwache demokratische Legitimation des ASTen aufgrund der niedrigen Wahlbeteiligung, die typischerweise zwischen 5 und 20 Prozent der Studenten liegt. Die Befürworter argumentieren mit der schwierigen Trennung von Hochschul- und Allgemeinpolitik, (die Förderung der Politischen Bildung gehört beispielsweise vielfach zu den Aufgaben der Studentenschaften). Überlagert wird dies von den Interessen: Während die linken Studentengruppen, die das allgemeinpolitische Mandat fordern, Mehrheiten in den allermeisten Studentenparlamenten haben, stehen die liberalen und christdemokratischen Kritiker typischerweise in der Opposition.
Der RCDS lehnt entsprechend ein allgemeinpolitisches Mandat ab. Die Juso-Hochschulgruppen fordern hingegen „die fiktive Trennung von Hochschul- und Allgemeinpolitik nicht länger anzuerkennen“. Die Forderung nach einem allgemeinpolitischen Mandat findet sich auch in manchen SPD-Programmen wie dem SPD-Programm zur Landtagswahl in Hessen 2013. Auch der Linkspartei-nahe Studierendenverband Die Linke.SDS fordert die Einführung eines allgemeinpolitischen Mandates für die Studierendenschaften.

### Schülervertretungen
In Baden-Württemberg haben Schülermitverantwortungen und der Landesschülerbeirat kein eigenes politisches Mandat. Sie haben nicht das Recht, sich neben den schulpolitischen Angelegenheiten gemäß § 63 Abs. 3 Schulgesetz BW in allgemeinpolitischen Angelegenheiten zu äußern.